# Pachybates incompletus
Pachybates incompletus är en tvåvingeart som först beskrevs av Mario Bezzi 1926.  Pachybates incompletus ingår i släktet Pachybates och familjen bäckflugor. Inga underarter finns listade i Catalogue of Life.